# 圣何塞德奥科阿
圣何塞德奥科阿（西班牙語：San José de Ocoa，西班牙語發音：[ˈsaŋ xoˈse ðe oˈko.a]），又译奧科阿河畔聖何塞，是中美洲國家多明尼加共和國的城市，也是圣何塞德奥科阿省的首府，位於該國南部，距離首都聖多明哥112公里，始建於1805年，面積484.87平方公里，海拔高度475米，2012年人口57,174。